# Peter Osgood
Peter Osgood, tên đầy đủ Peter Leslie Osgood, (20 tháng 2 năm 1947 tại Windsor, Berkshire - 1 tháng 3 năm 2006) là một cố cầu thủ bóng đá người Anh.

## Sự nghiệp thi đấu

### Khởi đầu sự nghiệp trong màu áo Chelsea
Sinh ra ở Windsor, Osgood được ký hợp đồng với Chelsea F.C. khi còn trẻ và xuất hiện lần đầu lúc 17 tuổi ở Cup Liên đoàn Anh, ngay trong lần ra mắt này Osgood đã ghi cả hai bàn trong trận thắng 2-0 với Workington AFC vào ngày 16 tháng 12 năm 1964.
Trong suốt chuyến du đấu taị Úc, Osgood đã nổ súng 12 lần trong 8 lần ra sân, trong đó có cả trận đấu Chelsea thắng AS Roma 4-1 tại Inter-City Fairs Cup vào 22 tháng 9 năm 1965. Mùa giải tiếp theo, Osgood mang về 7 bàn thắng cho Chelsea, trong đó có bàn thắng ghi trong trận Burnley, Osgood đã vượt qua 54 mét dưới sự truy cản của cầu thủ đối phương. Osgood cũng có mặt trong danh sách 40 cầu thủ chuẩn bị cho World Cup 1966, nhưng lại bị loại ra ở phút chót, một quyết định rất bất ngờ của HLV Alf Ramsey.
Ngày 6 tháng 10 năm 1966, do bị gãy chân trong trận đấu với Blackpool's Emlyn Hughes tại Cup Liên đoàn Anh Osgood đã phải bỏ lỡ trận chung kết cup FA đầu tiên của Chelsea taị sân Wembley vào ngày 20 tháng 5 năm 1967. Sự vắng mặt của ông đã khiến "The Blues" thua Tottenham Hotspur F.C. 1-2.
Tổng cộng Osgood đã xuất hiện 380 lần trong màu áo The Blues, ghi được 150 bàn. Ông cũng là một trong 9 cầu thủ duy nhất ghi bàn ở mỗi vòng Cup FA diễn ra, đồng thời giúp cho Chelsea giành chiến thắng ở trận chung kết FA Cup với Leeds United vào năm 1970. Osgood cũng ghi bàn trong trận đá lại tại sân Old Trafford, từ quả tạt bóng của Charlie Cooke ông đã đánh đầu gỡ hoà cho Chelsea khi trận đấu chỉ còn 12 phút và nhờ đó trong những phút đá bù giờ Chelsea đã có được một bàn thắng của David Webb để nâng cao chiếc cup FA.
Năm 1971, tại Athena, Hy Lạp Osgood ghi bàn ấn định tỉ số 2-1 trước "kền kền trắng" Real Madrid giúp Chelsea lần đầu tiên đăng quang tại cup C2. Năm 1972, Osgood ghi bàn cho Chelsea trong trận chung kết Cup lần thứ 3 liên tiếp Chelsea có mặt, lần này là Cup Liên đoàn, dù vậy Chelsea đã để thua Stoke City 1-2. Sau đó Chelsea không còn ổn định nữa, nhưng Osgood vẫn ghi bàn thường xuyên, cú vô lê tuyệt đẹp của ông trong trận tứ kết Cup FA gặp Arsenal đã được bình chọn là bàn thắng của mùa giải 1972/1973.

### Đến Southampton, Norwich và quay trở về với Chelsea
Sau một loạt những bất hoà với HLV Dave Sexton, Osgood đã bị bán cho Southampton vào tháng 3 năm 1974 với một giá kỉ lục của CLB: 275000 bảng Anh. Suốt quãng thời gian ở miền Nam, Osgood đã có được chiếc cup FA thứ hai trong sự nghiệp thi đấu sau khi cùng Southampton đánh bại Manchester United. Ông rời Southampton vào tháng 11 năm 1977, không lâu trước khi CLB thăng hạng. Ossgood đã ghi được 36 bàn trong 157 trận đấu cho "The Saints". Sau đó Osgood có một bản hợp đồng ngắn hạn với Norwich City F.C..
Trở lại Chelsea vào tháng 12 năm 1978 sau khi có phong độ không tốt tại CLB Philadelphia Fury (Hoa Kỳ), Osgood chỉ ghi được một bàn trong 23 trận. Trong lần trở lại Stamford Bridge này, thì CLB đang trong giai khủng hoảng. Osgood đã ghi bàn ngay trong lần trở lại và đưa Chelsea dẫn trước dù vậy Chelsea vẫn thua Middlesbrough 2-7. Ông ở lại CLB trong khoảng một năm để điều trị chấn thương rồi giải nghệ vào tháng 12 năm 1979.

### Trong màu áo Đội tuyển quốc gia Anh
Mặc dù có được tài năng và khả năng ghi bàn siêu việt, nhưng sự nghiệp trong ĐTQG Anh của Osgood lại không nổi trội do HLV Alf Ramsey không trọng dụng ông. Kết quả Osgood chỉ có mặt 4 lần trong màu áo 3 chú sư tử, mà không ghi được một bàn nào. Osgood xuất hiện lần đầu tiên trong trận đấu Anh thắng Bỉ 3-1 vào tháng 2 năm 1970. Ông cũng tham dự World Cup 1970, với 2 lần ra sân từ băng ghế dự bị khi Anh gặp Tiệp Khắc và Romania.

## Giải nghệ
Cuốn tự truyện Ossie - King of Stamford Bridge viết bởi Martin Knight và Martin King được phát hành năm 2003, và năm 2004 Osgood xuất hiện với tư cách một diễn viên trong bộ phim The Football Factory.
Ngày 1 tháng 3 năm 2006 Osgood đã bị đột quỵ ở Slough, phía Tây London khi đang tham dự một đám tang và đã được đưa vào một bệnh viện gần đó nhưng không qua khỏi.
Trước trận đấu với Tottenham - trận đầu tiên trên sân Stamford Bridge sau khi Osgood qua đời đã có một phút mặc niệm dành cho Peter Osgood. Ngày 1 tháng 10 năm 2006, tro của Peter Osgood được chôn xuống chấm phạt đền đối diện khán đài Shed End. Buổi lễ cũng có sự tham gia của thế hệ các cầu thủ hiện tại, đại diện là thủ quân John Terry và các ngôi sao của CLB như Frank Lampard và Joe Cole.
Cựu HLV Chelsea Tommy Docherty bày tỏ: "Khi ai đó hỏi tôi Osgood có giỏi không, tôi đã đáp lại, anh ấy không chỉ giỏi mà còn là một trong số cầu thủ vĩ đại nhất mà tôi từng thấy trong đời."

## Thành tích
Chelsea F.C.
- FA Cup 1970
- UEFA Cup Winners' Cup 1971

Southampton F.C.
- FA Cup 1976